# Bulbophyllum odoratum
Bulbophyllum odoratum là một loài phong lan thuộc chi Bulbophyllum.